# Quân đoàn I (Việt Nam Cộng hòa)

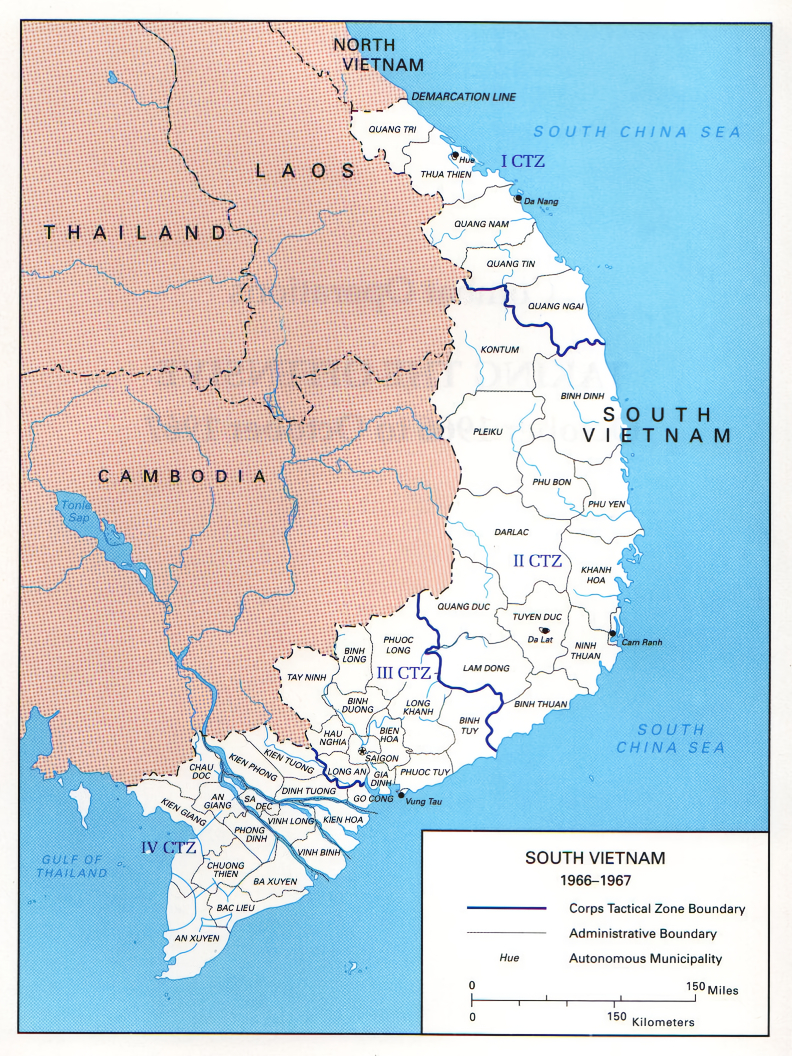
Bản đồ 4 Quân khu Việt Nam Cộng hòa

Quân đoàn I là một đơn vị cấp Quân đoàn, được tổ chức hỗn hợp gồm cả Hải quân - Lục quân - Không quân. Đây là Quân đoàn thành lập đầu tiên vào năm 1957 và là một trong bốn Quân đoàn chủ lực của Quân lực Việt Nam Cộng hòa. Trong thời gian tồn tại của mình, Quân đoàn I có nhiệm vụ kiểm soát địa bàn gồm 5 tỉnh phía Bắc lãnh thổ Việt Nam Cộng hòa, giáp vùng lãnh thổ miền Bắc Việt Nam do Chính quyền Việt Nam Dân chủ Cộng hòa kiểm soát, ranh giới đệm danh nghĩa là Khu phi quân sự Vĩ tuyến 17. Đầu tháng 3 năm 1975, sau khi chiếm được quyền kiểm soát các tỉnh Cao nguyên thuộc Quân khu 2 của Việt Nam Cộng hòa, chỉ trong vòng 25 ngày, lực lượng Quân đội nhân dân Việt Nam và Quân Giải phóng miền Nam Việt Nam lần lượt chiếm Huế, Quảng Ngãi, Đà Nẵng, đánh tan lực lượng của Quân đoàn I cùng các đơn vị Tổng trừ bị tăng cường tại đây. Các đơn vị còn lại của Quân đoàn I rút lui vội vã về phía Nam và được sáp nhập vào Quân đoàn III để lập phòng tuyến Phan Rang. Quân đoàn I chính thức bị tan rã.

## Lịch sử hình thành
Tiền thân của Vùng I chiến thuật là Đệ nhị Quân khu, được thành lập ngày 1 tháng 7 năm 1952, là một trong 4 Quân khu của Quân đội Quốc gia Việt Nam. Vùng kiểm soát của Đệ nhị Quân khu, tương ứng với vùng Trung phần Việt Nam, từ Bình Thuận trở ra Thanh Hóa. Tư lệnh đầu tiên là Trung tá Nguyễn Ngọc Lễ.
Năm 1954, địa bàn các Quân khu được điều chỉnh lại, trong đó Đệ nhị Quân khu điều chỉnh chỉ còn phần lãnh thổ Trung Việt kể từ ranh giới phía bắc tỉnh Quảng Ngãi trở lên.
Sau khi Chính thể Việt Nam Cộng hòa chính thức thành lập ngày 26 tháng 10 năm 1956, toàn bộ lãnh thổ Nam Việt Nam do Việt Nam Cộng hòa kiểm soát được chia thành 6 Quân khu. Vùng lãnh thổ phía Bắc (tương ứng với Trung phần) thuộc Đệ nhị Quân khu, gồm các tỉnh Quảng Trị, Thừa Thiên, Quảng Nam, Quảng Tín, Quảng Ngãi và Thị xã Đà Nẵng. Tư lệnh đầu tiên của Đệ nhị Quân khu thời Việt Nam Cộng hòa là Thiếu tướng Thái Quang Hoàng.
Quân đoàn I được thành lập ngày 1 tháng 6 năm 1957 tại Đà Nẵng với nòng cốt là Sư đoàn 1 và Sư đoàn 2 Dã chiến, do Trung tướng Thái Quang Hoàng kiêm Tư lệnh đầu tiên. Địa bàn kiểm soát của Quân đoàn I hoàn toàn trùng lắp với địa bàn của Đệ nhị Quân khu.
Ngày 20 tháng 6 năm 1966 tổng cục chiến tranh chính trị tổ chức phòng chính huấn quân đoàn I, quân khu I do ông trung tá Trần Hữu Phước làm trưởng phòng
Cuối năm 1961, các Quân khu được cải tổ thành các Vùng chiến thuật (trừ Quân khu Thủ đô đổi thành Biệt khu Thủ đô). Đệ nhị Quân khu được cải tổ thành Vùng 1 chiến thuật, từ đó có danh hiệu liên hợp Quân đoàn I và Vùng 1 chiến thuật. Địa bàn của Vùng 1 được tổ chức thành các Khu chiến thuật: Khu 11 chiến thuật (gồm 2 tỉnh Quảng Trị, Thừa Thiên), Khu 12 chiến thuật (gồm 2 tỉnh Quảng Tín, Quảng Ngãi) và Đặc khu Quảng-Đà (gồm tỉnh Quảng Nam và Thị xã Đà Nẵng). Các tỉnh cũng được tổ chức về mặt Quân sự thành các Tiểu khu chiến thuật, đứng đầu là một sĩ quan cấp Đại tá hoặc Trung tá với chức danh Tỉnh trưởng (hoặc Thị trưởng) kiêm Tiểu khu trưởng, trực tiếp chỉ huy và điều động các đơn vị Địa phương quân và các Chi khu (trong đó có các Trung đội Nghĩa quân). Quân số của mỗi Tiểu khu tương đương với quân số từ một đến hai Trung đoàn Bộ binh, nhưng về mặt trang bị không bằng các đơn vị chủ lực. Vì vậy khi cần thiết sẽ được sự hỗ trợ của các Sư đoàn Bộ binh. Do đó, khi phối hợp tác chiến Tiểu khu trưởng dưới quyền của Tư lệnh Sư đoàn.

### Từ Biến cố Phật giáo 1963 đến Biến động miền Trung 1965
Tháng 5 năm 1963, nổ sự kiện Phật đản 1963 tại Huế. Chính phủ Ngô Đình Diệm sau những biện pháp xoa dịu không hiệu quả đã quyết liệt dùng những biện pháp cứng rắn, huy động lực lượng cảnh sát và quân đội để trấn áp phong trào Phật giáo. Tư lệnh Quân đoàn I và Vùng 1 chiến thuật bấy giờ là Thiếu tướng Lê Văn Nghiêm vì không chấp nhận dùng quân đội để đàn áp những cuộc biểu tình bất bạo động của Phật tử miền Trung ngày 16 tháng 9 năm 1963, nên bị triệu hồi về Sài Gòn đặt dưới quyền sử dụng của Bộ Tổng Tham mưu. Quan chức cao cấp nhất của chính phủ Việt Nam Cộng hòa tại Miền Trung bấy giờ là Hồ Đắc Khương, Đại biểu chính phủ ở Trung nguyên Trung phần, cũng bị triệu hồi. Thiếu tướng Đỗ Cao Trí, Tư lệnh Sư đoàn 1 bộ binh, được bổ nhiệm thay thế Thiếu tướng Nghiêm. Một tháng sau cuộc đảo chính, ngày 12 tháng 12, dưới áp lực của Phật giáo, Tướng Đỗ Cao Trí và Tướng Nguyễn Khánh hoán chuyển với nhau chức vụ Tư lệnh Quân đoàn I và Quân đoàn II.
Mặc dù tạm thời dẹp yên được phong trào Phật giáo, nhưng mâu thuẫn chính trị, xã hội của Việt Nam Cộng hòa vẫn tiếp tục tăng cao dẫn đến cuộc đảo chính của các tướng lĩnh quân đội do tướng Dương Văn Minh cầm đầu tiến hành. Tuy nhiên, chỉ 2 tháng sau, Tư lệnh Quân đoàn I và Vùng 1 chiến thuật là tướng Nguyễn Khánh đã bất ngờ đưa một số đơn vị dưới quyền vào Sài Gòn, thực hiện cuộc "Chỉnh lý", tước quyền các tướng lĩnh cầm đầu Hội đồng Quân nhân Cách mạng, trở thành lãnh đạo tối cao trên thực tế của Việt Nam Cộng hòa. Tuy vậy, tướng Khánh cũng chứng tỏ ông không đủ năng lực để ổn định tình hình, dù ông đã cố gắng tìm kiếm sự ủng hộ của người Mỹ khi tuyên bố hoan nghênh quân Mỹ tham chiến tại miền Nam. Cuối cùng, nhóm tướng trẻ đã hợp tác, truất quyền và đẩy tướng Khánh đi lưu vong.
Đến lượt các tướng trẻ lại lao vào tranh giành quyền hành, liên tiếp gây nhiều binh biến, khiến cho tình hình Việt Nam Cộng hòa không ngừng bị xáo trộn; các phong trào quần chúng nhân dân liên tiếp nổ ra, đòi hỏi dân chủ hóa đất nước, thiết lập Quốc hội Lập hiến, trở lại chính phủ dân sự. Với việc Chính phủ Trung ương cách chức tướng Nguyễn Chánh Thi, Tư lệnh Quân đoàn I và Vùng I chiến thuật, người công khai chỉ trích tướng Nguyễn Văn Thiệu (Chủ tịch Ủy ban Lãnh đạo Quốc gia, còn gọi là Quốc trưởng) và tướng Nguyễn Cao Kỳ (Chủ tịch Ủy ban Hành pháp Trung ương, còn gọi là Thủ tướng), những việc mà ông cho là bất công, tham nhũng, được xem là nguyên nhân trực tiếp làm nổ ra cuộc Biến động Miền Trung năm 1966. Mặc dù liên tiếp thay đổi vị trí Tư lệnh Quân đoàn (4 tướng chỉ trong 3 tháng). Lực lượng Quân đoàn I, với hầu hết binh sĩ theo đạo Phật, vẫn từ chối tuân lệnh Chính phủ Trung ương, đứng về phía những người biểu tình. Trước tình thế nguy cơ ly khai dâng cao, Chính phủ do tướng Nguyễn Cao Kỳ làm Thủ tướng, quyết định dùng lực lượng Nhảy dù và Cảnh sát Dã chiến trấn áp biểu tình. Dù Biến động miền Trung được chấm dứt, nhưng việc Chính phủ Việt Nam Cộng hòa phải dồn sức để ổn định xã hội ở thành phố, khiến nỗ lực chống lại Việt Nam Dân chủ Cộng hòa suy yếu. Quân nhân, nhất là quân nhân Phật tử ngoài tiền tuyến, không an tâm chiến đấu vì hậu phương xáo trộn.

### Quân Giải phóng tổng tiến công Tết Mậu Thân 1968
Từ năm 1959, phía Việt Nam Dân chủ Cộng hòa đã tổ chức tuyến đường Trường Sơn nhằm tiếp vận vũ khí và bổ sung cán bộ cho những người Cộng sản miền Nam. Sau khi Quân Giải phóng miền Nam Việt Nam được thành lập, Năm 1961, Bộ Chính trị và Quân ủy Trung ương Đảng Lao động Việt Nam đã thông qua kế hoạch phân chia Địa bàn Quân sự tại miền Nam Việt Nam. Theo đó, trên địa bàn tương ứng với Vùng 1 chiến thuật là các chiến trường B1 (thành lập 1961), B4 (thành lập 1966), B5 (thành lập 1964) và Quân khu 5 (thành lập 1961). Về danh nghĩa, các địa bàn quân sự này thuộc quyền chỉ huy của Bộ tư lệnh Quân Giải phóng Miền Nam Việt Nam, trên thực tế trực thuộc Bộ Tổng tư lệnh Quân đội Nhân dân Việt Nam chỉ đạo tác chiến.
Về phía chính phủ Mỹ, trước thất bại của chiến lược chiến tranh đặc biệt, Tổng thống Johnson và các quan chức chủ chốt Nhà Trắng, Lầu Năm góc (Ngũ giác đài), CIA đã tranh cãi gay gắt về các giải pháp của tướng Maxwell Taylor và một số người khác đưa ra, cuối cùng đã đi đến thống nhất quan điểm là chọn phương án đổ quân Mỹ vào miền Nam để giữ Chính quyền Sài Gòn và để "chứng minh cho nhân dân Mỹ, cho đồng minh và cho kẻ thù về hình ảnh của một nước Mỹ siêu cường". Vào lúc 9 giờ sáng ngày 8 tháng 3 năm 1965, Lữ đoàn 9 Thủy quân Lục chiến Hoa Kỳ đổ bộ vào bờ biển Đà Nẵng, đánh dấu sự khởi đầu tham chiến trực tiếp của quân đội Mỹ trong Chiến tranh Việt Nam. Là địa bàn địa đầu chiến tuyến, lực lượng quân Mỹ và đồng minh tại Vùng 1 chiến thuật tập trung những đơn vị lớn nhất, tinh nhuệ nhất, gồm các lực lượng của Sư đoàn 3 Thủy quân Lục chiến và Quân đoàn 24 của Hoa Kỳ, Sư đoàn Mãnh Hổ và Bạch Mã của Đại Hàn.
Tháng 6 năm 1967, Bộ Chính trị và Quân ủy Trung ương Đảng Lao động Việt Nam đã tính toán một chiến lược có ý nghĩa quyết định, tạo bước ngoặt của cuộc chiến tranh. Phương án tổng công kích, tổng khởi nghĩa do Bộ Tổng Tham mưu soạn thảo đã được thông qua sau đó, xác định chiến trường trọng điểm là Sài Gòn - Gia Định, Đà Nẵng, Huế, hướng phối hợp chiến lược quan trọng là Đường 9 - Khe Sanh. Cụ thể là: cùng với đòn tiến công của bộ đội chủ lực ở hướng phối hợp chiến lược đặc biệt quan trọng là Đường 9 - Khe Sanh nhằm thu hút, giam chân lực lượng chiến lược của địch, một đòn tiến công chiến lược đánh vào thành phố, thị xã quy mô trên toàn Miền Nam, kết hợp với nổi dậy của quần chúng các đô thị và nông thôn, mở đầu cho tổng công kích, tổng khởi nghĩa, lấy chiến trường chính là Sài Gòn - Gia Định, Đà Nẵng, Huế, trọng điểm là Sài Gòn, Đà Nẵng, Huế và các thành phố lớn. Chiến dịch Đường 9 - Khe Sanh, trước Tết Mậu Thân 10 ngày, Quân giải phóng sẽ nổ súng tiến công vào tập đoàn cứ điểm Khe Sanh để buộc Mỹ phải chú ý tập trung điều lực lượng chủ lực ra phía bắc đối phó, tạo điều kiện để giữ bí mật hướng trọng điểm và tiếp tục chuẩn bị.
Trên cơ sở thông tin tình báo, phía Mỹ đã đưa ra một số dự đoán về cuộc tấn công, tuy nhiên về chiến lược, cả phía Mỹ lẫn Việt Nam Cộng hòa đều bị bất ngờ cả về thời gian lẫn quy mô của cuộc tiến công. Mặc dù vậy, các lực lượng Quân đội Mỹ tại hai tỉnh Quảng Trị, Thừa Thiên vẫn duy trì trong tình trạng chiến đấu, đề phòng các đơn vị lớn của Quân đội Nhân dân và Quân giải phóng ồ ạt tập kích qua vùng giới tuyến. Về phía Việt Nam Cộng hòa, sự lơ là thể hiện rõ hơn khi chỉ có mỗi Sư đoàn 1 dưới quyền tướng Ngô Quang Trưởng kịp ban hành lệnh cấm trại và chuyển sang tình trạng chiến đấu khi Sự kiện Tết Mậu Thân nổ ra.
Ngày 1 tháng 7 năm 1970, Vùng 1 chiến thuật được đổi tên thành Quân khu 1. Tổ chức Khu chiến thuật bị bãi bỏ.
Năm 1971 Việt Nam Cộng hòa tổ chức và thực hiện cuộc hành quân Lam sơn 719 xuất phát từ Quân khu 1 với mục tiêu là những cơ sở, binh trạm tiền phương và hậu cần của Quân đội Nhân dân của Miền Bắc tại vùng Hạ Lào. Nhưng chiến dịch hành quân không thành công và bị Quân Giải Phóng đánh thiệt hại nặng.

### Trận chiến cuối cùng
Sau khi Hiệp định Paris 1973 được ký kết, lực lượng quân Mỹ và đồng minh lần lượt rút khỏi Việt Nam. Viện trợ bị cắt giảm. Năm 1974, Sư đoàn Nhảy dù và Sư đoàn 3 bộ binh bị đánh thiệt hại nặng sau Trận Thượng Đức. Tháng 3/1975, do Quân Giải phóng miền Nam Việt Nam đánh hiệp đồng ở nhiều khu vực Quảng Trị, Huế, Quảng Ngãi, Đà Nẵng; đồng thời tổng thống Nguyễn Văn Thiệu liên tục ra lệnh rút các lực lượng tổng trừ bị, Quân đoàn I sụp đổ hoàn toàn trong Chiến dịch Huế – Đà Nẵng. Gần 9 vạn sĩ quan, binh lính Quân lực Việt Nam Cộng hoà và nhân viên dân sự của Quân lực Việt Nam Cộng hoà không kịp lên tàu biển và máy bay để di tản đã ra trình diện Quân Giải phóng miền Nam Việt Nam.
- Trụ sở Bộ Tư lệnh Quân đoàn I và Vùng 1 Chiến thuật đặt tại Trạị Nguyễn Tri Phương, Đà Nẵng. Sau năm 1975 nơi này là trụ sở Bộ Tư lệnh Quân khu 5, Quân đội Nhân dân Việt Nam.

## Biên chế tổ chức
Dưới đây là biên chế tổ chức của Quân đoàn I vào đầu năm 1975:
- Bộ Tư lệnh:

| Bộ Tham mưu Sở An ninh Quân đội Phòng 1 Tổng Quản trị Phòng 2 Tình báo | Phòng 3 Tác chiến Bộ chỉ huy Tiếp vận Bộ chỉ huy Pháo binh |

- Đơn vị tác chiến trực thuộc:

| Sư đoàn 1 Bộ binh: Trách nhiệm địa bàn các tỉnh Thừa Thiên, Quảng Nam và Đà Nẵng Sư đoàn 2 Bộ binh: Trách nhiệm các tỉnh Quảng Tín và Quảng Ngãi Sư đoàn 3 Bộ binh: Trách nhiệm địa bàn tỉnh Quảng Trị. Sau năm 1972, trách nhiệm địa bàn Đà Nẵng Địa phương quân và Nghĩa quân: Trách nhiệm trên địa bàn của từng Tiểu khu |

- Đơn vị tác chiến phối thuộc:

| Sư đoàn Nhảy dù Sư đoàn Thủy quân Lục chiến Hải quân Vùng 1 Duyên hải Sư đoàn 1 Không quân | Lữ đoàn 1 Kỵ binh Pháo binh Quân khu 1 Lực lượng Biệt động quân (Liên đoàn 11, 12, 14, 15) |

- Tiểu khu, Đặc khu trực thuộc:

| Tiểu khu Quảng Trị: Các Chi khu (Quận) Cam Lộ, Đông Hà, Gio Linh, Hải Lăng, Hướng Hóa, Mai Lĩnh, Triệu Phong và Yếu khu Thị xã Quảng Trị. Tiểu khu Thừa Thiên: Các Chi khu Hương Điền, Hương Thủy, Hương Trà, Nam Hòa, Phong Điền, Phú Lộc, Phú Thứ, Phú Vang, Quảng Điền và Yếu khu Thị xã Huế (Gồm các quận Thành Nội, Tả Ngạn và Hữu Ngạn). Tiểu khu Quảng Nam: Các Chi khu Duy Xuyên, Đại Lộc, Điện Bàn, Đức Dục, Hiếu Đức, Hiếu Nhơn, Hòa Vang, Quế Sơn, Thường Đức và Yếu khu Thị xã Hội An. Tiểu khu Quảng Tín: Các Chi khu Hậu Đức, Hiệp Đức, Lý Tín, Thăng Bình, Tiên Phước, và Yếu khu Thị xã Tam Kỳ. Tiểu khu Quảng Ngãi: Các Chi khu Ba Tơ, Bình Sơn, Đức Phổ, Minh Long, Mộ Đức, Nghĩa Hành, Sơn Hà, Sơn Tịnh, Trà Bồng, Tư Nghĩa và Yếu khu Thị xã Quảng Ngãi. Đặc khu Đà Nẵng: Yếu khu Thị xã Đà Nẵng (Gồm các quận 1, 2 và 3) |

## Bộ Tham mưu và Phòng Sở của Quân đoàn I cuối tháng 3/1975
| Stt | Họ và tên                                          | Cấp bậc     | Chức vụ                         | Phòng Sở             | Chú thích |
| --- | -------------------------------------------------- | ----------- | ------------------------------- | -------------------- | --------- |
| 1   | Ngô Quang Trưởng Võ khoa Thủ Đức K4                | Trung tướng | Tư lệnh                         | Bộ Tư lệnh Quân đoàn |           |
| 2   | Lâm Quang Thi Võ bị Đà Lạt K3                      | Trung tướng | Tư lệnh phó Tư lệnh Tiền phương | Bộ Tư lệnh Quân đoàn |           |
| 3   | Hoàng Văn Lạc Võ bị Huế K2                         | Thiếu tướng | Tư lệnh phó Lãnh thổ            | Bộ Tư lệnh Quân đoàn |           |
| 4   | Hoàng Mạnh Đáng Võ bị Địa phương Cap Saint Jacques | Đại tá      | Tham mưu trưởng                 | Bộ Tư lệnh Quân đoàn |           |
| 5   | Lê Quang Nhơn Võ khoa Thủ Đức K2                   | Đại tá      | Chánh Sở                        | An ninh Quân đội     |           |
| 6   | Ngô Minh Châu Võ khoa Thủ Đức K4                   | Đại tá      | Chỉ huy trưởng                  | Bộ Chỉ huy Tiếp vận  |           |
| 7   | Tôn Thất Yến                                       | Trung tá    | Trưởng phòng                    | Tổng Quản trị        |           |
| 8   | Pham Văn Phô Võ bị Đà Lạt K8                       | Đại tá      | Trưởng phòng                    | Phòng 2 Tình báo     |           |
| 9   | Lê Bá Khiếu Võ khoa Thủ Đức K4                     | Đại tá      | Trưởng phòng                    | Phòng 3 Tác chiến    |           |
| 10  | Trần Hữu Phước Khoá 3 sĩ quan trừ bị Thủ Đức       | Trung Tá    | Trưởng phòng chính huấn         | Bộ tư lịnh quân đoàn |           |

## Pháo binh Quân đoàn[18]
| Stt | Họ và tên                         | Cấp bậc  | Chức vụ          | Đơn vị                                 | Chú thích |
| --- | --------------------------------- | -------- | ---------------- | -------------------------------------- | --------- |
| 1   | Phạm Kim Chung Võ bị Đà Lạt K6    | Đại tá   | Chỉ huy trưởng   | Bộ chỉ huy Pháo binh Quân đoàn         |           |
| 2   | Cao Nguyên Khoa Võ bị Đà Lạt K8   | Đại tá   | Chỉ huy phó      | Bộ chỉ huy Pháo binh Quân đoàn         |           |
| 3   | Ngô Như Khuê Võ bị Đà Lạt K12     | Trung tá | Tiểu đoàn trưởng | Tiểu đoàn 101 Cơ động (Đại bác 175 ly) |           |
| 4   | Văn Tuy Võ khoa Thủ Đức K5        | Trung tá | Tiểu đoàn trưởng | Tiểu đoàn 102 Cơ động (Đại bác 175 ly) |           |
| 5   | Tôn Thất Bôn Võ khoa Thủ Đức K7   | Trung tá | Tiểu đoàn trưởng | Tiểu đoàn 105 Cơ động (Đại bác 175 ly) |           |
| 5   | Đoàn Công Tân Võ bị Đà Lạt K10    | Trung tá | Tiểu đoàn trưởng | Tiểu đoàn 1 Phòng không                |           |
| 6   | Nguyễn Văn Thuận Võ bị Đà Lạt K13 | Thiếu tá | Tiểu đoàn trưởng | Tiểu đoàn 3 Phòng không                |           |
| 7   | Phan Quang Thông                  | Thiếu tá | Tiểu đoàn trưởng | Tiểu đoàn 44 (155 ly)                  |           |

## Pháo binh Tiểu khu[22]
| Stt | Họ và tên                          | Cấp bậc  | Chức vụ        | Đơn vị              | Chú thích |
| --- | ---------------------------------- | -------- | -------------- | ------------------- | --------- |
| 1   | Nguyễn Đăng Nho                    | Thiếu tá | Chỉ huy trưởng | Tiểu khu Quảng Trị  |           |
| 2   | Hồ Đăng Khoa                       | Thiếu tá | Chỉ huy trưởng | Tiểu khu Thừa Thiên |           |
| 3   | Nguyễn Văn Vọng                    | Thiếu tá | Chỉ huy trưởng | Tiểu khu Quảng Nam  |           |
| 4   | Lê Thế Sản Đặc biệt Đồng Đế K1     | Thiếu tá | Chỉ huy trưởng | Tiểu khu Quảng Tín  |           |
| 5   | Phan Đình Toại Võ khoa Thủ Đức K11 | Thiếu tá | Chỉ huy trưởng | Tiểu khu Quảng Ngãi |           |

## Chỉ huy các đơn vị trực thuộc và phối thuộc
| Stt | Họ và tên                                                          | Cấp bậc            | Chức vụ                     | Đơn vị                    | Chú thích |
| --- | ------------------------------------------------------------------ | ------------------ | --------------------------- | ------------------------- | --- |
| 1   | Nguyễn Văn Điềm Võ khoa Thủ Đức K4 Trương Tấn Thục Võ bị Đà Lạt K9 | Chuẩn tướng Đại tá | Tư lệnh Phó tư lệnh         | Sư đoàn 1 Bộ binh         | Bộ Tư lệnh đặt tại Căn cứ Giạ Lê, Huế, tỉnh Thừa Thiên.                                                               |
| 2   | Trần Văn Nhựt Võ bị Đà Lạt K10 Hoàng Tích Thông Võ khoa Thủ Đức K4 | Chuẩn tướng Đại tá | Tư lệnh Phó tư lệnh         | Sư đoàn 2 Bộ binh         | Bộ Tư lệnh đặt tại Căn cứ Chu Lai, tỉnh Quảng Tín.                                                                    |
| 3   | Nguyễn Duy Hinh Võ khoa Nam Định Khưu Đức Hùng Võ bị Đà Lạt K4     | Thiếu tướng Đại tá | Tư lệnh Phó tư lệnh         | Sư đoàn 3 Bộ binh         | Bộ Tư lệnh ban đầu đặt tại Căn cứ Ái Tử, tỉnh Quảng Tri, sau Mùa hề đỏ lửa năm 1972 dời về Căn cứ Hòa Khánh, Đà Nẵng. |
| 4   | Đỗ Kỳ                                                              | Đại tá             | Tỉnh trưởng Tiểu khu trưởng | Quảng Trị Quảng Trị       | Trung tâm Hành chính Tỉnh và Bộ chỉ huy Tiểu khu đặt tại Quảng Trị                                                    |
| 5   | Nguyễn Hữu Duệ Võ bị Đà Lạt K6                                     | Đại tá             | Tỉnh trưởng Tiểu khu trưởng | Thừa Thiên Huế            | Trung tâm Hành chính Tỉnh, Thị xã và Bộ chỉ huy Tiểu khu đặt tại Thị xã Huế                                           |
| 6   | Phạm Văn Chung Võ bị Đà Lạt K4                                     | Đại tá             | Tỉnh trưởng Tiểu khu trưởng | Quảng Nam Hội An          | Trung tâm Hành chính Tỉnh và Bộ chỉ huy Tiểu khu đặt tại Hội An                                                       |
| 7   | Đào Mộng Xuân Võ bị Đà Lạt K8                                      | Đại tá             | Tỉnh trưởng Tiểu khu trưởng | Quảng Tín Tam Kỳ          | Trung tâm Hành chính Tỉnh và Bộ chỉ huy Tiểu khu đặt tại Tam Kỳ                                                       |
| 8   | Lê Văn Ngọc Võ khoa Thủ Đức K5                                     | Đại tá             | Tỉnh trưởng Tiểu khu trưởng | Quảng Ngãi Quảng Ngãi     | Trung tâm Hành chính Tỉnh và Bộ chỉ huy Tiểu khu đặt tại Quảng Ngãi                                                   |
| 9   | Đào Trọng Tường Võ bị Đà Lạt K6                                    | Đại tá             | Đặc khu trưởng Thị trưởng   | Đặc khu Đà Nẵng           | Trung tâm Hành chính Thị xã và Bộ chỉ huy Đặc khu đặt tại Đà Nẵng                                                     |
| 10  | Nguyễn Đức Khánh Võ bị Không quân Pháp                             | Chuẩn tướng        | Tư lệnh                     | Sư đoàn 1 KQ              | Đơn vị phối thuộc |
| 11  | Hồ Văn Kỳ Thoại Hải quân Nha Trang K4                              | Chuẩn tướng        | Tư lệnh                     | Hải khu 1                 | Đơn vị phối thuộc |
| 12  | Nguyễn Xuân Hường Võ bị Địa phương Trung Việt, Huế                 | Đại tá             | Tư lệnh                     | Lữ đoàn 1 Kỵ binh         | Đơn vị phối thuộc |
| 13  | Nguyễn Đức Khoái Võ khoa Thủ Đức K2                                | Đại tá             | Chỉ huy trưởng              | Biệt động quân Quân khu 1 | Đơn vị phối thuộc |

## Tư lệnh Quân đoàn qua các thời kỳ
| Stt | Họ và tên                                           | Cấp bậc tại nhiệm                     | Thời gian tại chức  | Ghi chú |
| --- | --------------------------------------------------- | ------------------------------------- | ------------------- | --- |
| 1   | Thái Quang Hoàng Võ bị Tông Sơn Tây                 | Trung tướng (1956)                    | 06/1957-10/1957     | Tư lệnh đầu tiên. Chức vụ cuối cùng: Đại sứ Việt Nam Cộng hòa tại Thái Lan (1964)                                                |
| 2   | Trần Văn Đôn Võ bị Tông Sơn Tây                     | Trung tướng (1957)                    | 10/1957-12/1962     | Chức vụ cuối cùng: Phó thủ tướng Đặc trách Thanh tra kiêm Tổng trưởng Quốc phòng (1975)                                          |
| 3   | Lê Văn Nghiêm Võ bị Lục quân Pháp                   | Thiếu tướng (1955)                    | 12/1962-8/1963      | Chức vụ cuối cùng: Giám đốc Nha Động viên Bộ Quốc phòng (1965)                                                                   |
| 4   | Đỗ Cao Trí Võ bị Nước Ngọt Vũng Tàu                 | Thiếu tướng (1963) Trung tướng (1963) | 08/1963-12/1963     | Chức vụ cuối cùng: Tư lệnh Quân đoàn III kiêm Tư lệnh Biệt khu Thủ đô. Tử nạn trực thăng năm 1971, được truy thăng hàm Đại tướng |
| 5   | Nguyễn Khánh Võ bị Liên quân Viễn Đông Đà Lạt       | Trung tướng (1963)                    | 12/1963-02/1964     | Chức vụ cuối cùng: Quốc trưởng Việt Nam Cộng hòa (1964)                                                                          |
| 6   | Tôn Thất Xứng Võ bị Huế K1                          | Thiếu tướng (1964)                    | 02/1964-11/1964     | Chức vụ cuối cùng: Chỉ huy trưởng Đại học Quân sự (1964-1966)                                                                    |
| 7   | Nguyễn Chánh Thi Võ bị Địa phương Cap Saint Jacques | Thiếu tướng (1964) Trung tướng (1965) | 11/1964-03/1966     | Chức vụ cuối cùng: Đại biểu chính phủ tại Trung phần (1965-1966)                                                                 |
| 8   | Nguyễn Văn Chuân Võ bị Huế K1                       | Thiếu tướng (1965)                    | 03/1966-04/1966     | Chức vụ cuối cùng: Thượng nghị sĩ nhiệm kỳ 1967-1973.                                                                            |
| 9   | Tôn Thất Đính Võ bị Huế K1                          | Trung tướng (1963)                    | 04/1966-05/1966     | Chức vụ cuối cùng: Thượng nghị sĩ nhiệm kỳ 1967-1973.                                                                            |
| 10  | Huỳnh Văn Cao Võ bị Huế K2                          | Thiếu tướng (1962)                    | 15/5/1966-30/5/1966 | Chức vụ cuối cùng: Đệ Nhất Phó chủ tịch Thượng viện nhiệm kỳ 1971-1975.                                                          |
| 11  | Hoàng Xuân Lãm Võ bị Đà Lạt K3                      | Thiếu tướng (1965) Trung tướng (1967) | 06/1966-05/1972     | Chức vụ cuối cùng: Phụ tá Tổng trưởng Quốc phòng (1972-1975).                                                                    |
| 12  | Ngô Quang Trưởng                                    | Trung tướng (1972)                    | 05/1972-04/1975     | Tư lệnh cuối cùng. |

## Các đơn vị thuộc dụng Quân đoàn I tháng 3/1975

Sư đoàn 1 Bộ binh
Sư đoàn 2 Bộ binh
Sư đoàn 3 Bộ binh
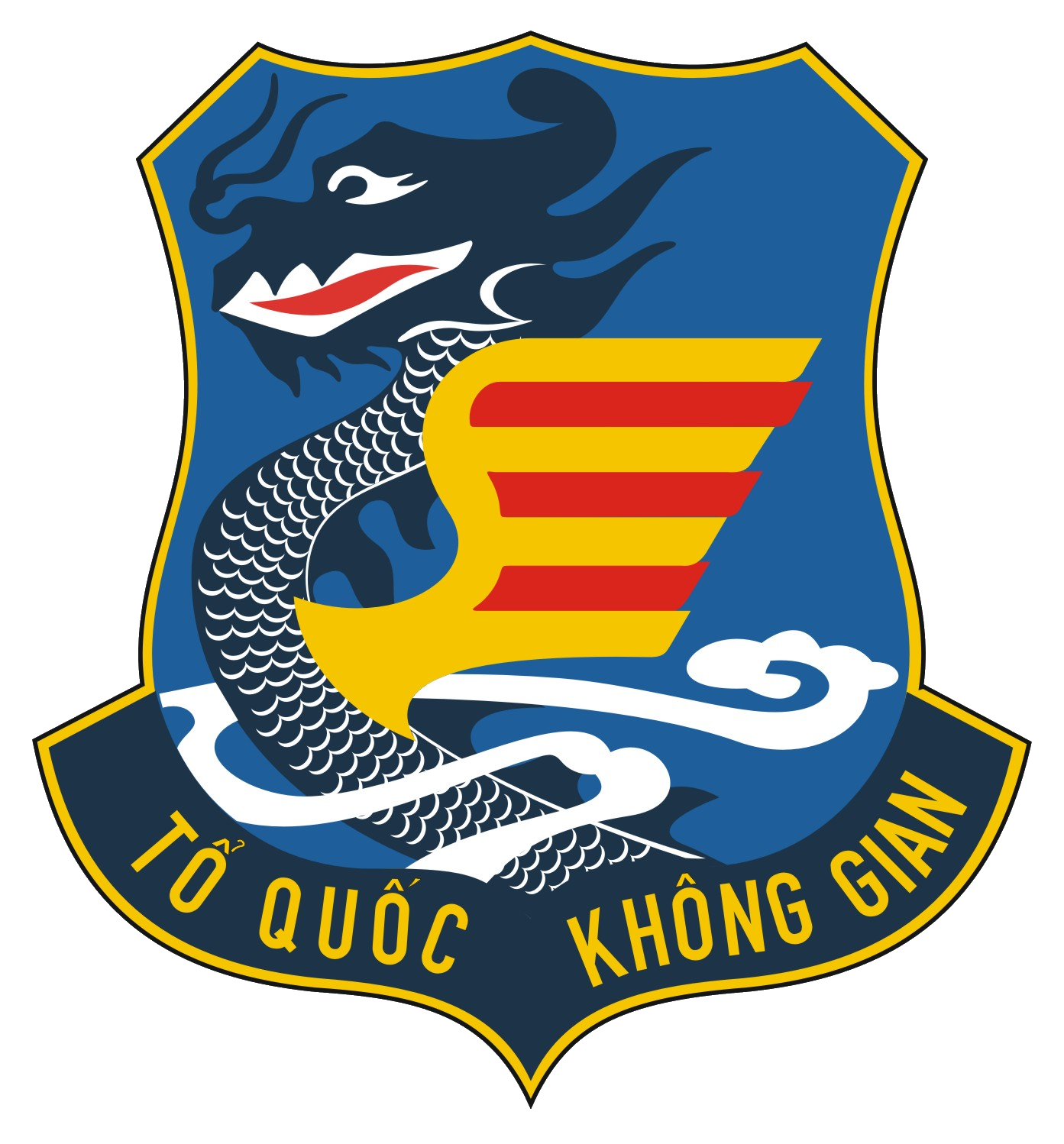
Sư đoàn 1 Không quân
Hải quân Vùng 1 Duyên hải
Biệt động quân Quân khu 1
Sư đoàn Nhảy dù
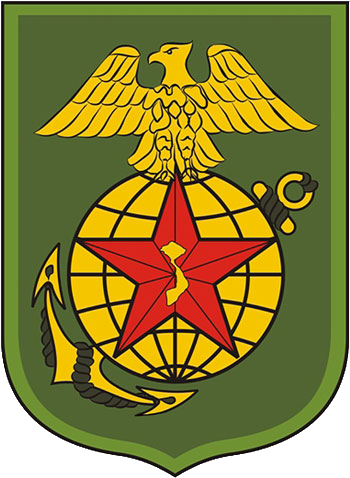
Sư đoàn Thủy quân Lục chiến
Pháo binh Quân khu 1
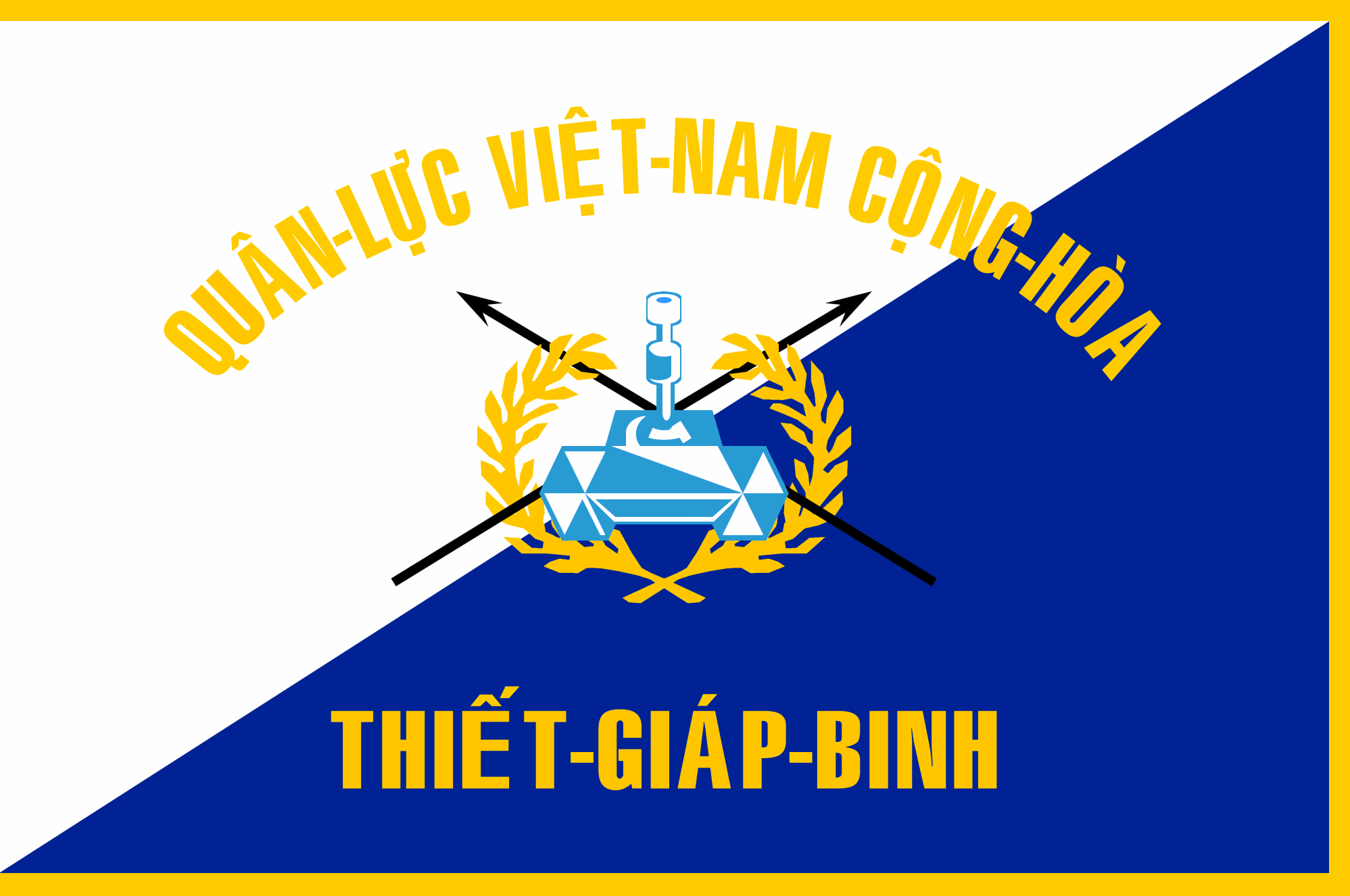
Lữ đoàn 1 Kỵ binh
Địa phương quân và Nghĩa quân